# Bostadsrättslagen
Bostadsrättslagen (1991:614) är en svensk lag som innehåller regler om bostadsrättsföreningar och bostadsrätter.
Den första bostadsrättslagen kom 1930, den har sedan uppdaterats 1971 och 1991
. Nu gällande är bostadsrättslag (1991:614) med förändringar.